# Sergei Alexejewitsch Beloglasow
Sergei Alexejewitsch Beloglasow (russisch Сергей Алексеевич Белоглазов; * 16. September 1956 in Kaliningrad) ist ein ehemaliger sowjetischer Ringer. Er war Olympiasieger 1980 in Moskau und 1988 in Seoul im freien Stil im Bantamgewicht.

## Werdegang
Sergei Beloglasow wuchs in Kaliningrad auf und begann dort mit seinem Zwillingsbruder Anatoli 1968 mit dem Ringen. Die beiden Brüder waren sehr talentiert und zielstrebig und entwickelten sich sehr schnell zu guten Ringern. Nach ersten größeren Erfolgen im nationalen Bereich wurden sie zum Sportklub Dynamo Kiew delegiert. Dort konnten sie sich voll auf das Ringen konzentrieren und erhielten in Granat Taropin einen jungen ehrgeizigen Trainer, der sie in die absolute Weltspitze im freien Stil führte. Beide Ringer waren sehr leicht. Um sich aus dem Wege zu gehen, rang aber Sergei immer eine Gewichtsklasse höher als Anatoli, zunächst im Fliegen- und dann im Bantamgewicht.
Bereits bei den Junioren stellten sich bei Sergei auf der internationalen Ringermatte die ersten Erfolge ein. Mit 18 Jahren wurde er 1974 im schwedischen Haparanda Junioren-Europameister im Fliegengewicht. Bei der Junioren-Weltmeisterschaft 1975 in Chaskowo musste er sich aber dem Japaner Suekichi Murayama geschlagen geben und wurde Vizeweltmeister. Es dauerte dann bis 1979, ehe Sergei erstmals bei internationalen Meisterschaften der Senioren eingesetzt wurde. Es waren die Europameisterschaften in Bukarest. Sergei überzeugte auf Anhieb und wurde in überlegenem Stil Europameister im Bantamgewicht. Auch bei der Weltmeisterschaft des gleichen Jahres zeigte Sergei sehr gute Leistungen, gewann sechs Kämpfe und traf im Finale auf den japanischen Exweltmeister Hideaki Tomiyama. Sergei verlor diesen Kampf knapp nach Punkten und kam auf den 2. Platz. Dies war die letzte Niederlage von Sergei bei einer internationalen Meisterschaft. Von den Olympischen Spielen 1980 bis zu den Olympischen Spielen 1988 gewann Sergei jede Meisterschaft und jedes Weltcup-Turnier, an dem er teilnahm. Diese Serie sollte erst in den 1990er Jahren von Alexander Karelin übertroffen werden.
Dass Sergei „nur“ zweimal Olympiasieger wurde lag daran, dass er bei den Olympischen Spielen 1984 in Los Angeles wegen des Olympiaboykotts durch die Sowjetunion nicht starten konnte.
Im Jahr 1983 gelang Sergei bei der Weltmeisterschaft in Kiew auch die Revanche gegen Hideaki Tomiyama für die Niederlage von 1979, als er diesen im Finale klar nach Punkten bezwang. Tomiyama wurde dann 1984 Olympiasieger in Los Angeles.
Sergei Beloglasow scheute auch nicht davor zurück im Jahr 1982 bei der Weltmeisterschaft in Edmonton im Federgewicht zu starten. Auch in dieser Gewichtsklasse war er seinen Rivalen haushoch überlegen.
Nach seiner aktiven Laufbahn als Ringer, von der er 1989 zurücktrat, ließ sich Sergei zum Ringertrainer ausbilden und übte in den 1990er Jahren über viele Jahre auch das Amt des russischen Nationaltrainers für den freien Stil aus. Jetzt ist Sergei Beloglasow Trainer bei den „Sunkist Kids“ in Phoenix, Arizona, dem vielleicht arriviertesten amerikanischen Ringerverein.
Für seine Verdienste um den Ringersport wurde er 2004 in die FILA International Wrestling Hall of Fame aufgenommen.

## Internationale Erfolge
(OS = Olympische Spiele, WM = Weltmeisterschaft, EM = Europameisterschaft, F = freier Stil, Fl = Fliegengewicht, Ba = Bantamgewicht, Fe = Federgewicht, damals bis 52 kg, 57 kg und 62 kg Körpergewicht)
- 1974, 1. Platz, Junioren-EM (Espoirs) in Haparanda, F, Fl, vor Petre Brindusan, Rumänien, Imre Szalontai, Ungarn, Hussein Osmanow, Bulgarien, Francesco Piroddu, Italien und Bernd Bobrich, DDR;
- 1975, 2. Platz, Junioren-WM  (Espoirs) in Chaskowo, F, Fl, hinter Suekichi Murayama, Japan und vor Gentcho Iwanow, Bulgarien, Bernd Bobrich und Imre Szalontai;
- 1975, 1. Platz, Turnier in Tiflis, F, Fl, vor Arsen Alachwerdijew, UdSSR, Ali Aschari, Iran und Dimitar Filipow, Bulgarien;
- 1977, 1. Platz, „Dan-Kolew“-Turnier in Jambol, F, Fl, vor Nermedin Selimow, Bulgarien und Dugarsürengiin Ojuunbold, Mongolei;
- 1979, 1. Platz, EM in Bukarest, F, Ba, mit Siegen über Milan Mendel, CSSR, Diego Lo Bruto, Frankreich, Aurel Neagu, Rumänien und Iwan Zotschew, Bulgarien;
- 1979, 2. Platz, WM in San Diego, F, Ba, mit Siegen über Bernd Bobrich, Dugarsürengiin Ojuunbold, Imre Szalontai, Stefan Iwanow, Bulgarien, Aurel Neagu und Joe Corso, USA und einer Niederlage gegen Hideaki Tomiyama, Japan;
- 1980, 1. Platz, World-Cup in Toledo/USA, F, Ba, vor Nick Gallo, USA, Michael Barry, Kanada und Junichi Koizumi, Japan;
- 1980, Goldmedaille, OS in Moskau, F, Ba, mit Siegen über Iwan Zotschew, Antonio La Bruno, Italien, Sándor Németh, Ungarn, Wieslaw Kończak, Polen, Li Ho Pyong, Nordkorea und Dugarsürengiin Ojuunbold;
- 1981, 1. Platz, World-Cup in Toledo/USA, F, Ba, vor Njamdawaagiin Ganbaatar, Mongolei und Rick Dellegatta, Kanada;
- 1981, 1. Platz, WM in Skopje, F, Ba, mit Siegen über Dan Cummings, USA, Jacques Mercader, Frankreich, Aurel Neagu, Seip Hosseini, Iran und Stefan Iwanow;
- 1982, 1. Platz, EM in Warna, F, Ba, vor Imre Szalontai, Stefan Iwanow, Hans Partsch, BRD, Aurel Neagu und Jozef Schwendtner, CSSR;
- 1982, 1. Platz, World.Cup in Toledo/USA, F, Ba, vor Gene Mills, USA, Chung Sung-Gy, Südkorea und Michael Barry;
- 1982, 1. Platz, WM in Edmonton, F, Fe, vor Simeon Schterew, Bulgarien, Jozsef Orban, Ungarn, Randy Lewis, USA, Marian Skubacz, Polen und Trajan Marinescu, Rumänien;
- 1983, 1. Platz, WM in Kiew, F, Ba, vor Hideaki Tomiyama, Japan, Stefan Iwanow, Simeon Schterew, Rafael Torres, Kuba, Bernd Bobrich und Andrzej Jendryas, Polen;
- 1984, 1. Platz, EM in Jönköping, F, Ba, mit Siegen über Hans Partsch, Jozef Schwendtner, Georgi Kaltschew, Bulgarien, Bernd Bobrich und Brian Aspen, Großbritannien;
- 1985, 1. Platz, World-Super-Championships (keine offizielle WM) in Tokio, F, Ba, vor Gene Mills und Yutaka Kakuchiyama, Japan;
- 1985, 1. Platz, WM in Budapest, F, Ba, vor Kevin Darkus, USA, Georgi Kaltschew, Toshio Asakura, Japan, Kong Wee-Young, Südkorea und Alejandro Puerto, Kuba;
- 1986, 1. Platz, World-Cup in Toledo/USA, F, Ba, vor Alejandro Puerto und Barry Davis, USA;
- 1986, 1. Platz, „Goodwill“-Games in Moskau, F, Ba, vor Kevin Darkus, Stefan Iwanow, Njamdawaagiin Ganbaatar, Mongolei, Toshihiyo Morishita, Japan und Ahmet Ak, Türkei;
- 1986, 1. Platz, World-Super-Championships (keine offizielle WM) in Tokio, F, Ba, vor Kevin Darkus und Yutaka Kakuchiyama;
- 1986, 1. Platz, WM in Budapest, F, Ba, vor Georgi Kaltschew, Barry Davis, Alejandro Puerto, Haltmaag Batuul, Mongolei und Sándor Németh;
- 1987, 1. Platz, EM in Weliko Tarnowo, F, Ba, vor Zoran Šorov, Jugoslawien, Georgi Kaltschew, Béla Nagy, Ungarn, Ahmet Ak und Jozef Schwendtner;
- 1987, 1. Platz, WM in Clermont-Ferrand, F, Ba, vor Barry Davis, Ahmet Ak, Stefan Iwanow, Li Chol, Nordkorea und Georg Auer, Österreich;
- 1988, 1. Platz, FILA-Grand-Prix-Gala in Budapest, F, Ba, vor Valentin Iwanow, Bulgarien, Tibor Tihanics und Tibor Kacsor, bde. Ungarn;
- 1988, 1. Platz, EM in Manchester, F, Ba, vor Ahmet Ak, Stefan Iwanow, Béla Nagy, Zoran Sotov und Rolf Monschau, BRD;
- 1988, Goldmedaille, OS in Seoul, F, Ba, vor Askari Mohammadian, Iran, Noh Kyung-Sun, Südkorea, Ahmet Ak, Valentin Iwanow und Béla Nagy